# Raatosaari (ö i Birkaland, Tammerfors, lat 61,81, long 23,70)
Raatosaari är en ö i Finland. Den ligger i sjön Jakama och i kommunen Ylöjärvi i den ekonomiska regionen Tammerfors och landskapet Birkaland, i den södra delen av landet, 190 km norr om huvudstaden Helsingfors. Öns area är 0,3 hektar och dess största längd är 90 meter i nord-sydlig riktning.